# دانييل سواريز
دانييل سواريز (بالإسبانية: Daniel Suárez)‏ (و. 1992  م) هو سائق سيارة سباق مكسيكي، ولد في مونتيري.

## روابط خارجية
- دانييل سواريز على موقع Racing-Reference.info (الإنجليزية)